# Kitano-ura Cove
Die Kitano-ura Cove (aus japanisch 北の浦 Kita-no-ura, deutsch ‚Nordbucht‘, norwegisch Jurpollen ‚Euterbucht‘) ist eine Bucht auf der Nordseite der Ost-Ongul-Insel vor der Küste des ostantarktischen Königin-Maud-Lands.
Norwegische Kartographen kartierten sie anhand von Luftaufnahmen der Lars-Christensen-Expedition 1936/37. Teilnehmer einer japanischen Antarktisexpedition nahmen 1957 Vermessungen und die Benennung in Anlehnung an die geographischen Position der Bucht vor. Das US-amerikanische Advisory Committee on Antarctic Names übertrug die japanische Benennung im Jahr 1968 ins Englische.